# Чкаља са вама
Чкаља са вама је југословенски филм из 1989. године. Режирао га је Чедомир Петровић који је написао и сценарио.

## Улоге
| Глумац                 | Улога |
| ---------------------- | ----- |
| Миодраг Петровић Чкаља |       |
| Жарко Митровић         |       |
| Чедомир Петровић       |       |